# Bonfire Heart
Bonfire Heart è un singolo del cantautore britannico James Blunt, pubblicato il 29 luglio 2013 come primo estratto dal quarto album in studio Moon Landing.

## Descrizione
La canzone è stata scritta da James Blunt in collaborazione col cantante degli OneRepublic Ryan Tedder, con il quale aveva già collaborato nella composizione di Stay the Night, nel 2010. Il singolo è uscito il 29 luglio 2013 in radio. Solo alcuni giorni dopo è stato reso disponibile su iTunes, mentre la versione fisica su CD è stata pubblicata il 4 ottobre successivo, a poche settimane dall'uscita del quarto album in studio dell'artista, Moon Landing, da cui il singolo è estratto.

## Video musicale
Il 29 luglio 2013 viene pubblicato sul canale YouTube del cantautore il lyric video del brano. Il video musicale uscirà solo successivamente, il 27 agosto 2013, girato in Wyoming negli Stati Uniti d'America e diretto da Vaughan Arnell.
Nel video Blunt è in sella alla sua moto e nel corso della canzone farà diverse soste per fotografare la gente del luogo, venendo anche fermato dalla polizia. Alla fine del video arriva in un bar per motociclisti dove è in corso una festa di matrimonio; lì reincontra alcune delle persone che ha fotografato durante il viaggio e sarà proprio lui a cantare una canzone agli sposi.

## Tracce
Download digitale
1. Bonfire Heart – 3:54

Promo CD single
1. Bonfire Heart – 3:38

CD maxi single (Austria, Germania, Svizzera)
1. Bonfire Heart – 3:58
2. Miss America (Acoustic Version from Angel Studios) – 3:04
3. Next Time I'm Seventeen – 3:59
4. Heroes – 3:54

Bonfire Heart (Remixes) – EP
1. Bonfire Heart (eSQUIRE vs. OFFBeat Radio Edit) – 3:37
2. Bonfire Heart (Flatdisk Radio Edit) – 4:13
3. Bonfire Heart (HIIO Radio Edit) – 3:07
4. Bonfire Heart (Dave Rose Radio Edit) – 3:30

## Classifiche

### Classifiche settimanali
| Classifica (2013) | Posizione massima |
| ----------------- | ----------------- |
| Australia         | 3                 |
| Austria           | 1                 |
| Belgio (Fiandre)  | 22                |
| Belgio (Vallonia) | 15                |
| Canada            | 51                |
| Francia           | 26                |
| Germania          | 1                 |
| Irlanda           | 13                |
| Italia            | 9                 |
| Nuova Zelanda     | 8                 |
| Paesi Bassi       | 52                |
| Polonia           | 15                |
| Regno Unito       | 4                 |
| Repubblica Ceca   | 5                 |
| Slovacchia        | 41                |
| Spagna            | 30                |
| Stati Uniti (pop) | 31                |
| Svezia            | 42                |
| Svizzera          | 1                 |
| Ungheria          | 4                 |

### Classifiche di fine anno
| Classifica (2013) | Posizione |
| ----------------- | --------- |
| Australia         | 56        |
| Austria           | 58        |
| Belgio (Vallonia) | 88        |
| Germania          | 32        |
| Italia            | 49        |
| Regno Unito       | 80        |
| Svizzera          | 48        |
| Ungheria          | 88        |